# Márta Mészáros

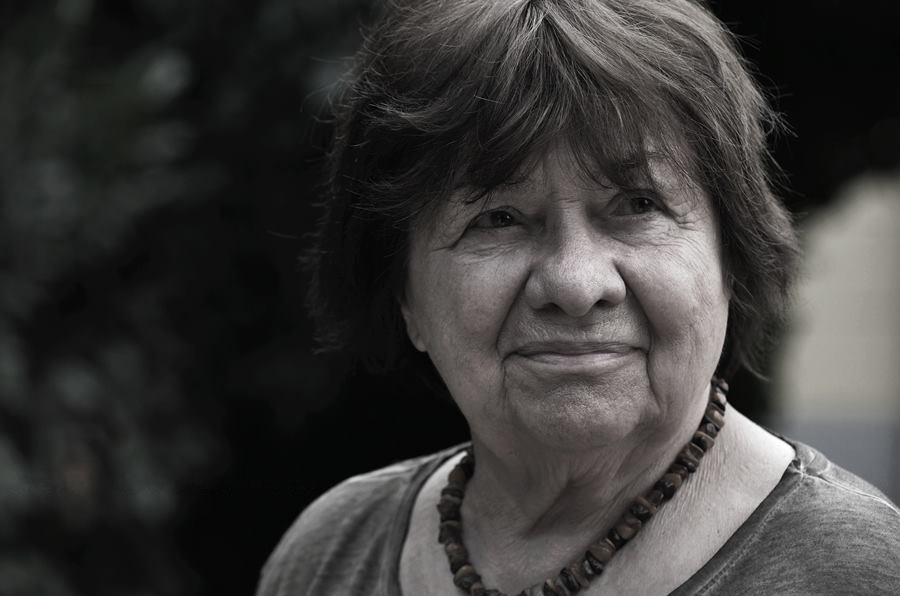
Márta Mészáros

Márta Mészáros (anhörenⓘ * 19. September 1931 in Kispest) ist eine ungarische Filmregisseurin.

## Leben und Werk
Márta Mészáros wurde als Tochter einer Deutschlehrerin und eines Bildhauers im heute zu Budapest gehörigen Stadtteil Kispest geboren. Ihr Vater war ein engagiertes Parteimitglied der kommunistischen Partei Ungarns, weshalb er mit seiner Familie 1936 in die Sowjetunion auswanderte. Zunächst kam Mészáros mit ihrer Familie nach Moskau, um dann weiter nach Kirgisistan zu ziehen, wo ihr Vater eine Kunstakademie für den sowjetisch-asiatischen Raum aufbauen sollte. Diese Pläne konnte er jedoch nicht in die Tat umsetzen, da er 1938 im Zuge der stalinistischen Säuberungen inhaftiert wurde. Er gilt seither als verschollen. Mészáros’ Mutter starb wenig später, woraufhin sie zu einer Pflegemutter kam.
Márta Mészáros kam erst nach dem Zweiten Weltkrieg zurück in ihr Heimatland. Bis zu ihrer Rückkehr wurde sie von einer ungarischen Ziehmutter beaufsichtigt, die als kommunistische Funktionärin 1947 nach Ungarn zurückging und Márta Mészáros mitnahm. Zum Studium kehrte sie wieder nach Moskau zurück. 1956 beendete sie ihr Studium an der Filmhochschule Moskau. Zurück in Ungarn drehte sie zunächst vor allem Dokumentarfilme. 1968 realisierte sie ihren ersten Spielfilm. Es war der erste Spielfilm in Ungarn, der von einer Frau gedreht wurde. International bekannt wurde sie 1975, als sie mit ihrem Film Adoption (Örökbefogadás) überraschend auf der Berlinale 1975 den Goldenen Bären gewann. 1988 war sie im ersten Präsidium von Kino Women International (KIWI), einer internationalen Assoziation osteuropäischer Filmemacherinnen. Im Jahre 2007 erhielt sie die Berlinale Kamera für ihr Lebenswerk.
Márta Mészáros verarbeitete ihr eigenes Schicksal und jenes ihrer Familie in einer Reihe von autobiographisch gefärbten Tagebuch-Filmen. Sie war zeitweilig (ab 1960) verheiratet mit dem Regisseur Miklós Jancsó, mit dem sie auch zwei Söhne hat, die zum Teil an ihren Filmen als Kameraleute mitgewirkt haben. Mészaros ist seit Jahren liiert mit dem polnischen Schauspieler Jan Nowicki, der seit Mitte der 70er-Jahre in zahlreichen Filmen von Márta Mészáros Rollen übernahm.
Im Jahr 2017 erhielt sie für ihr Lebenswerk den Konrad-Wolf-Preis und wurde in die Academy of Motion Picture Arts and Sciences (AMPAS) aufgenommen, die jährlich die Oscars vergibt. Vier Jahre später wurde ihr zur Verleihung des Europäischen Filmpreises 2021 die Auszeichnung für ihr Lebenswerk zuerkannt.

## Filmografie (Auswahl)
- 1968: Das Mädchen (Eltávozott nap)
- 1969: Gewitterwolken (Holdudvar)
- 1970: Schöne Mädchen, weinet nicht (Szép lányok, ne sírjatok!)
- 1975: Adoption (Örökbefogadás)
- 1976: Neun Monate (Kilenc hónap) – (mit Jan Nowicki)
- 1977: Zwei Frauen (Ők ketten) – (mit Marina Vlady und Jan Nowicki)
- 1978: Ganz wie zu Hause (Olyan mint otthon) (mit Jan Nowicki und Anna Karina)
- 1979: Zuhause in einem fremden Land (Útközben) (mit Delphine Seyrig und Jan Nowicki)
- 1980: Erbinnen (Örökség) (mit Isabelle Huppert und Jan Nowicki)
- 1981: Geliebte Anna (Anna)
- 1984: Tagebuch meiner Kindheit (Napló gyermekeimnek) – (mit Jan Nowicki und Anna Polony)
- 1986: Tagebuch für meine Lieben (Napló szerelmeimnek)
- 1989: Abschied vom Zauberwald (Bye bye chaperon rouge)
- 1990: Tagebuch für meine Eltern (Napló apámnak, anyámnak)
- 1992: Edith und Marlene (biografisches Musical über Édith Piaf und Marlene Dietrich)
- 1993: Anna, die Leihmutter (A magzat) (mit Jan Nowicki)
- 1995: Die Jüdin – Edith Stein (Siódmy pokój) (mit Jan Nowicki und Maia Morgenstern als Edith Stein)
- 1999: Töchter des Glücks (A szerencse lányai) (mit Jan Nowicki und Olaf Lubaszenko)
- 2000: Kisvilma – Az utolsó napló (mit Jan Nowicki)
- 2001: Der wunderbare Mandarin (Csodálatos mandarin), Tanzpantomime von Béla Bartók
- 2004: A temetetlen halott
- 2017: Aurora Borealis – Nordlicht (Aurora Borealis: Északi Fény)

## Schriften
- Márta Mészáros: Napló magamról. Pelikán Kiadó, Budapest 1993. ISBN 963-8095-05-9.